# Loma de Yerbabuena
Loma de Yerbabuena es una localidad del estado mexicano de Guanajuato. Es parte del municipio de Silao de la Victoria.

## Demografía
| Censo | Población |
| ----- | --------- |
| 2000  | 796       |
| 2010  | 1 073     |
| 2020  | 1 201     |